# Grabern
Grabern ist eine Marktgemeinde mit 1732 Einwohnern (Stand 1. Jänner 2025) im Bezirk Hollabrunn in Niederösterreich (Österreich).

## Geografie
Grabern liegt im Weinviertel in Niederösterreich. Die Fläche der Marktgemeinde umfasst 30,94 Quadratkilometer. Davon sind 82 Prozent landwirtschaftliche Nutzfläche, je 2 Prozent Gärten und Weingärten und 8 Prozent der Fläche sind bewaldet.

### Gemeindegliederung
Das Gemeindegebiet umfasst folgende fünf Ortschaften (in Klammern Einwohnerzahl Stand 1. Jänner 2025):
- Mittergrabern (340)
- Obergrabern (131)
- Ober-Steinabrunn (113)
- Schöngrabern (1037)
- Windpassing (111)

Die Gemeinde besteht aus den Katastralgemeinden Mittergrabern, Obergrabern, Obersteinabrunn, Schöngrabern und Windpassing.

### Eingemeindungen
Im Jahr 1968 schlossen sich Mittergrabern, Obergrabern und Ober-Steinabrunn zur Gemeinde Mittergrabern und 1971 Mittergrabern, Schöngrabern und Windpassing zur Marktgemeinde Grabern zusammen.

### Nachbargemeinden
|                           | Guntersdorf                                 |             |
| Sitzendorf an der Schmida | Kompassrose, die auf Nachbargemeinden zeigt | Wullersdorf |
|                           | Hollabrunn                                  |             |

## Geschichte
Grabern wird erstmals um 1120 bei einer Schenkung urkundlich erwähnt.
Der Ort wurde als Angerdorf Grawarn angelegt, eine Unterscheidung in Unter-, Mittel- und Obergrabern ist erst ab dem 14. Jahrhundert möglich. 1535 erfolgte die Erhebung zum Markt. Während der Franzosenkriege 1805/07 wurde der Ort in der Schlacht bei Hollabrunn und Schöngrabern durch Brände zerstört.

### Einwohnerentwicklung
Seit dem Jahr 1981 ist die Wanderungsbilanz positiv, seit 2001 auch die Geburtenbilanz.
| Grabern: Einwohnerzahlen von 1869 bis 2025          | Grabern: Einwohnerzahlen von 1869 bis 2025 | Grabern: Einwohnerzahlen von 1869 bis 2025 | Grabern: Einwohnerzahlen von 1869 bis 2025 | Grabern: Einwohnerzahlen von 1869 bis 2025 |
| --------------------------------------------------- | ------------------------------------------ | ------------------------------------------ | ------------------------------------------ | ------------------------------------------ |
| Jahr                                                |                                            |                                            |                                            | Einwohner                                  |
| 1869                                                | 1869                                       |                                            | 2.206                                      | 2.206                                      |
| 1880                                                | 1880                                       |                                            | 2.303                                      | 2.303                                      |
| 1890                                                | 1890                                       |                                            | 2.143                                      | 2.143                                      |
| 1900                                                | 1900                                       |                                            | 2.040                                      | 2.040                                      |
| 1910                                                | 1910                                       |                                            | 2.075                                      | 2.075                                      |
| 1923                                                | 1923                                       |                                            | 1.945                                      | 1.945                                      |
| 1934                                                | 1934                                       |                                            | 1.821                                      | 1.821                                      |
| 1939                                                | 1939                                       |                                            | 1.764                                      | 1.764                                      |
| 1951                                                | 1951                                       |                                            | 1.645                                      | 1.645                                      |
| 1961                                                | 1961                                       |                                            | 1.436                                      | 1.436                                      |
| 1971                                                | 1971                                       |                                            | 1.313                                      | 1.313                                      |
| 1981                                                | 1981                                       |                                            | 1.293                                      | 1.293                                      |
| 1991                                                | 1991                                       |                                            | 1.308                                      | 1.308                                      |
| 2001                                                | 2001                                       |                                            | 1.357                                      | 1.357                                      |
| 2011                                                | 2011                                       |                                            | 1.418                                      | 1.418                                      |
| 2021                                                | 2021                                       |                                            | 1.730                                      | 1.730                                      |
| 2025                                                | 2025                                       |                                            | 1.732                                      | 1.732                                      |
| Quelle(n): Statistik Austria, Gebietsstand 1.1.2021 |                                            |                                            |                                            |                                            |

## Kultur- und Sehenswürdigkeiten

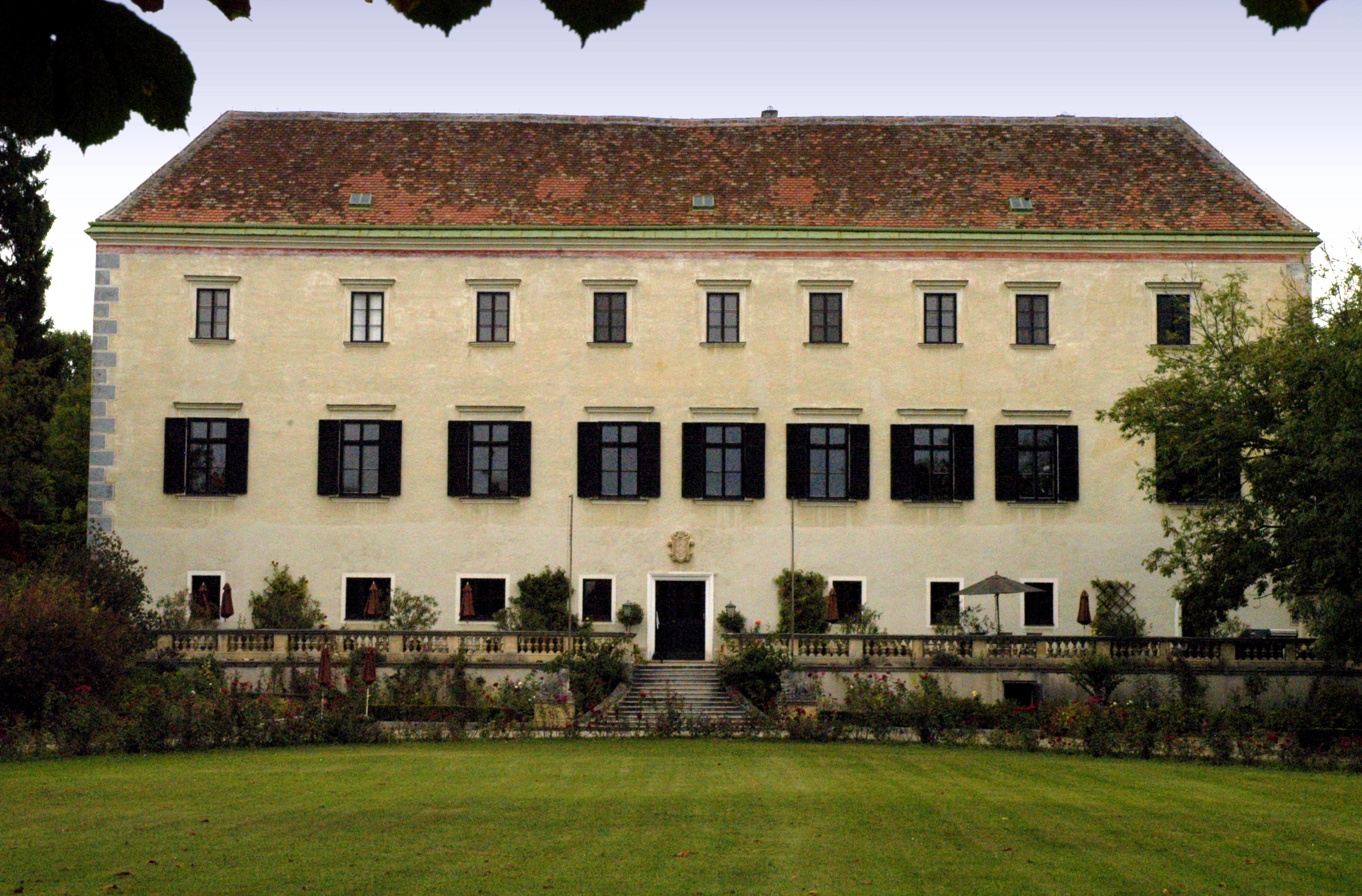
Schloss Mittergrabern

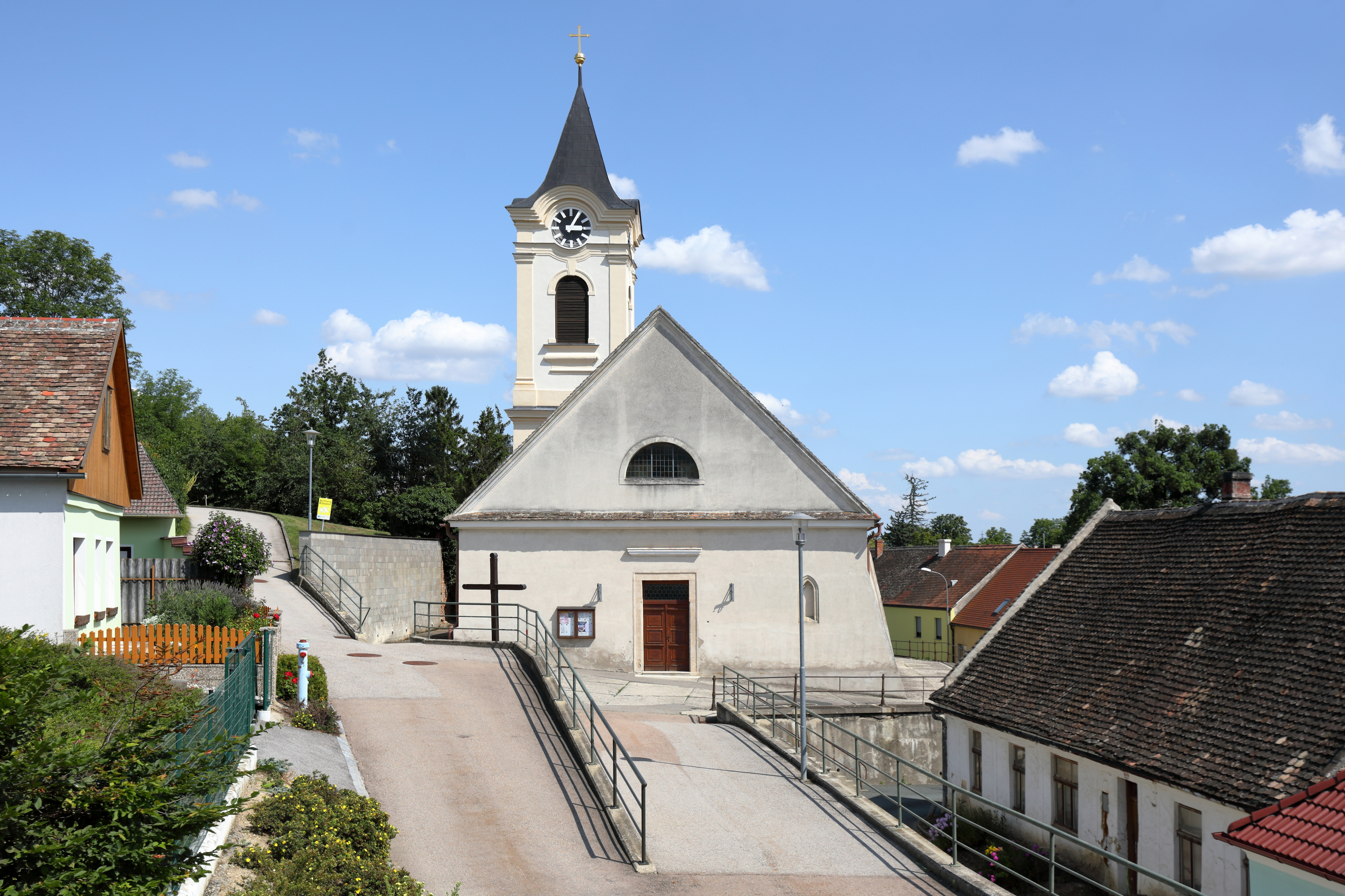
Pfarrkirche Mittergrabern

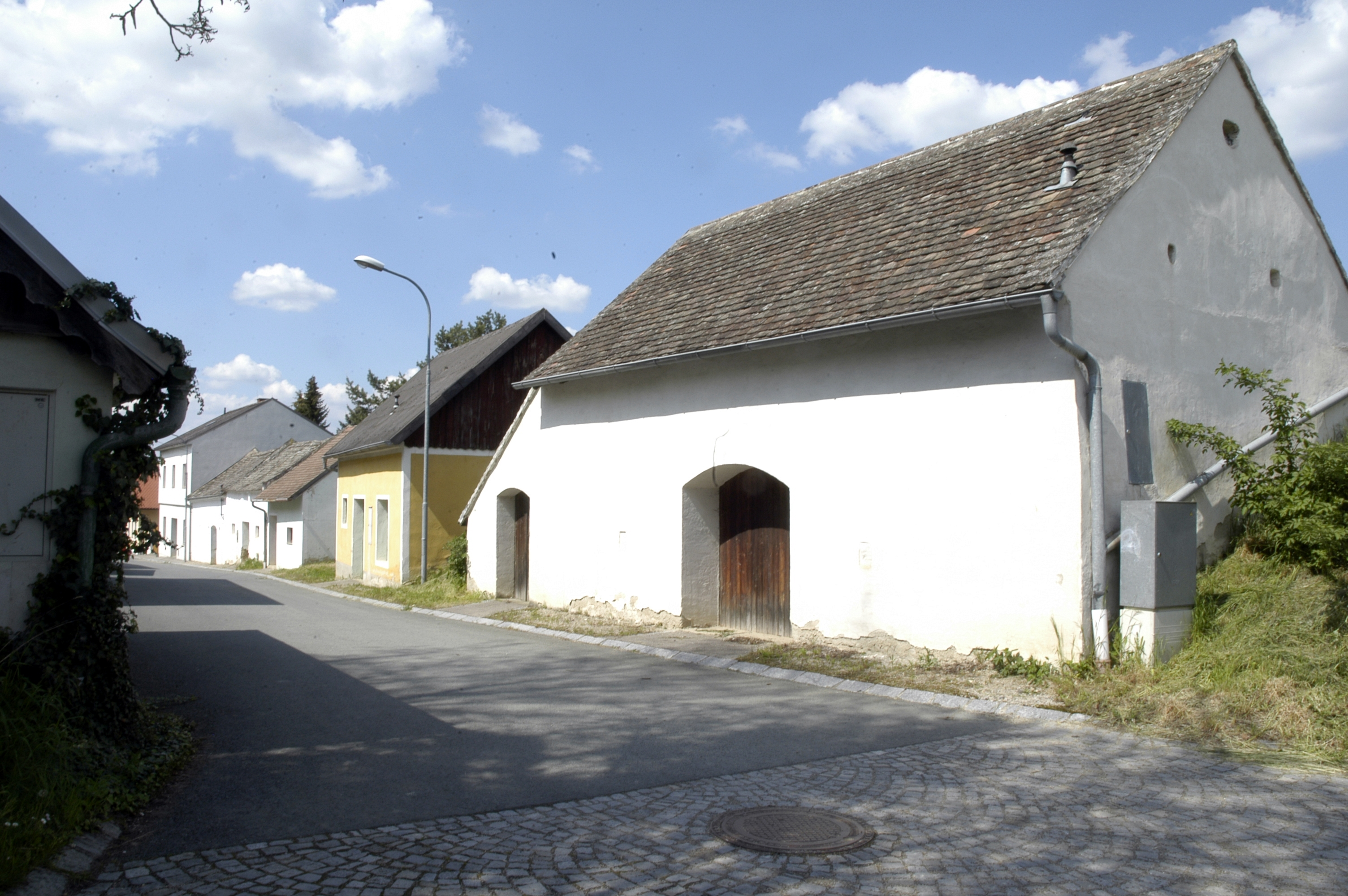
Kellergasse in Mittergrabern

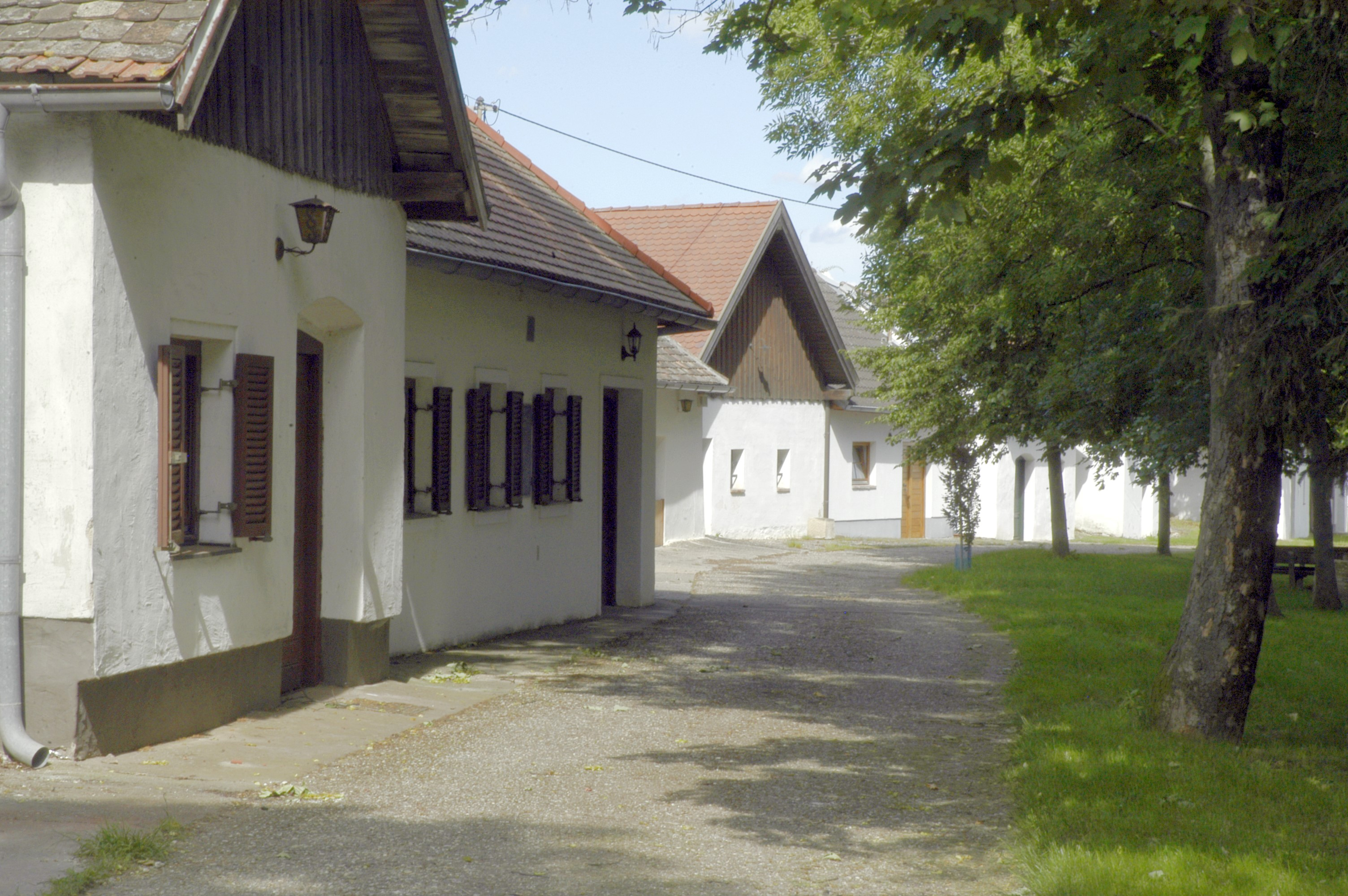
Kellergasse in Schöngrabern

- Schloss Mittergrabern: Das mächtige dreigeschoßige Schloss wurde im 16. Jahrhundert als hakenförmige Anlage mit Attikageschoß erbaut. 1834 wurden Turm und Attikageschoß abgetragen und die Anlage durch Zubau von zwei Flügeln und ein Stiegenhaus an der Rückseite im Jahre 1874 erweitert. Eine Restaurierung erfolgte 1986/87. Die Fassade ist schlicht gegliedert: Eckquaderung, im Erdgeschoß faschengerahmte Fenster, in den Obergeschoßen gekehlte Fensterverdachungen, im 2. Obergeschoß zusätzlich gekehlte Sohlbänke.
- Katholische Pfarrkirche Mittergrabern hl. Johannes der Täufer
- Katholische Pfarrkirche Schöngrabern Mariä Geburt: In Schöngrabern befindet sich eine romanische Kirche aus dem 13. Jahrhundert (um 1210/1230 erbaut), ein einzigartiges Juwel romanischer Baukunst.
- Steinerne Bibel von Schöngrabern: Die Apsis der Pfarrkirche zeigt außen einen reichhaltigen Figurenschmuck und Darstellungen aus dem Alten und Neuen Testament.
- Lapidarium im Pfarrhof: Das Lapidarium – ein mittelalterliches Mauerwerk aus 1473 und ein Ziegelgewölbe aus 1791, der Zeit des Umbaus – befindet sich unter dem heutigen Pfarrhof. In diesen Räumlichkeiten werden Skulpturen, Fragmente und Reste der mittelalterlichen Architektur, die in späterem Mauerwerk gefunden wurden, gezeigt, darunter das ehemalige Emporenkapitell und dessen Basis. Weiters gibt es eine Fotodokumentation zur Pfarrkirche.
- Wegkapelle beim alten Friedhof in Schöngrabern

## Wirtschaft und Infrastruktur
Im Jahr 2010 gab es 65 land- und forstwirtschaftliche Betriebe, davon waren 44 Haupterwerbsbetriebe, die 87 Prozent der Fläche bewirtschafteten. Im Jahr 1999 waren es 91 Haupt- und  56 Nebenerwerbsbetriebe. Im Produktionssektor beschäftigten acht Betriebe vierzig Arbeitnehmer, überwiegend mit der Herstellung von Waren, aber auch im Bau. Der Dienstleistungssektor gab in 55 Betrieben 93 Menschen Arbeit, Fast die Hälfte davon war in sozialen und öffentlichen Diensten beschäftigt (Stand 2011).

### Verkehr
- Bahn: Durch das Gemeindegebiet von Grabern verläuft im östlichsten Teil die Nordwestbahn. Der nächste Bahnhof ist Hetzmannsdorf-Wullersdorf in vier Kilometer Entfernung von Schöngrabern.[9]
- Straße: Ebenfalls im östlichsten Teil des Gemeindegebietes von Grabern verläuft parallel zur Nordwestbahn die im Dezember 2020 eröffnete Weinviertler Schnellstraße S3.[10] Dort wurde auch der Autobahnmeisterei-Stützpunkt Schöngrabern errichtet. In Schöngrabern im Ortskern zweigt die Waldviertler Straße B2 von der Weinviertler Straße B303 ab.

### Bildung
In der Marktgemeinde gibt es zwei Kindergärten, zwei Volksschulen und seit 2019 auch eine Tagesbetreuungseinrichtung für Kleinkinder.

### Gesundheit
In Grabern ordiniert eine praktische Ärztin.

## Politik

### Gemeinderat
Der Gemeinderat hat 19 Mitglieder.
- Nach den Gemeinderatswahlen in Niederösterreich 1990 hatte der Gemeinderat folgende Verteilung: 15 ÖVP, 2 Sonstige und 2 SPÖ.
- Nach den Gemeinderatswahlen in Niederösterreich 1995 hatte der Gemeinderat folgende Verteilung: 15 ÖVP, 3 SPÖ und 1 LIF.[13]
- Nach den Gemeinderatswahlen in Niederösterreich 2000 hatte der Gemeinderat folgende Verteilung: 15 ÖVP, 3 SPÖ und 1 FPÖ.[14]
- Nach den Gemeinderatswahlen in Niederösterreich 2005 hatte der Gemeinderat folgende Verteilung: 13 ÖVP und 6 SPÖ.[15]
- Nach den Gemeinderatswahlen in Niederösterreich 2010 hatte der Gemeinderat folgende Verteilung: 14 ÖVP und 5 SPÖ.[16]
- Nach den Gemeinderatswahlen in Niederösterreich 2015 hatte der Gemeinderat folgende Verteilung: 15 ÖVP und 4 SPÖ.[17]
- Nach den Gemeinderatswahlen in Niederösterreich 2020 hatte der Gemeinderat folgende Verteilung: 10 ÖVP, 6 Team Gemeinsam für Grabern und 3 SPÖ.[18]
- Nach den Gemeinderatswahlen in Niederösterreich 2025 hat der Gemeinderat folgende Verteilung: 8 ÖVP, 7 Team Gemeinsam für Grabern, 2 SPÖ und 2 FPÖ.[19]

### Bürgermeister
- bis 2005 Alois Hörker (ÖVP)
- 2005–2025 Herbert Leeb (ÖVP)[20]
- seit 2025 Hubert Hofstetter (TEAM)[21]

### Wappen
Blasonierung: In einem schwarzen Schild eine naturfarbene, aus Quadern erbaute, mit einem offenen silbernen Fenster und einem Bogenfries versehene romanische Mauer, die an beiden Seiten von einem goldenen Pfahl begrenzt wird.

## Persönlichkeiten

### Söhne und Töchter der Gemeinde
- Maria Benedikta Deninger (* 1939), Äbtissin des Klosters Marienfeld 2000–2014

### Mit der Gemeinde verbundene Persönlichkeiten
- Johanna Dohnal (1939–2010), Feministin und Politikerin (SPÖ), erste Frauenministerin Österreichs